# Tarot Sicilià

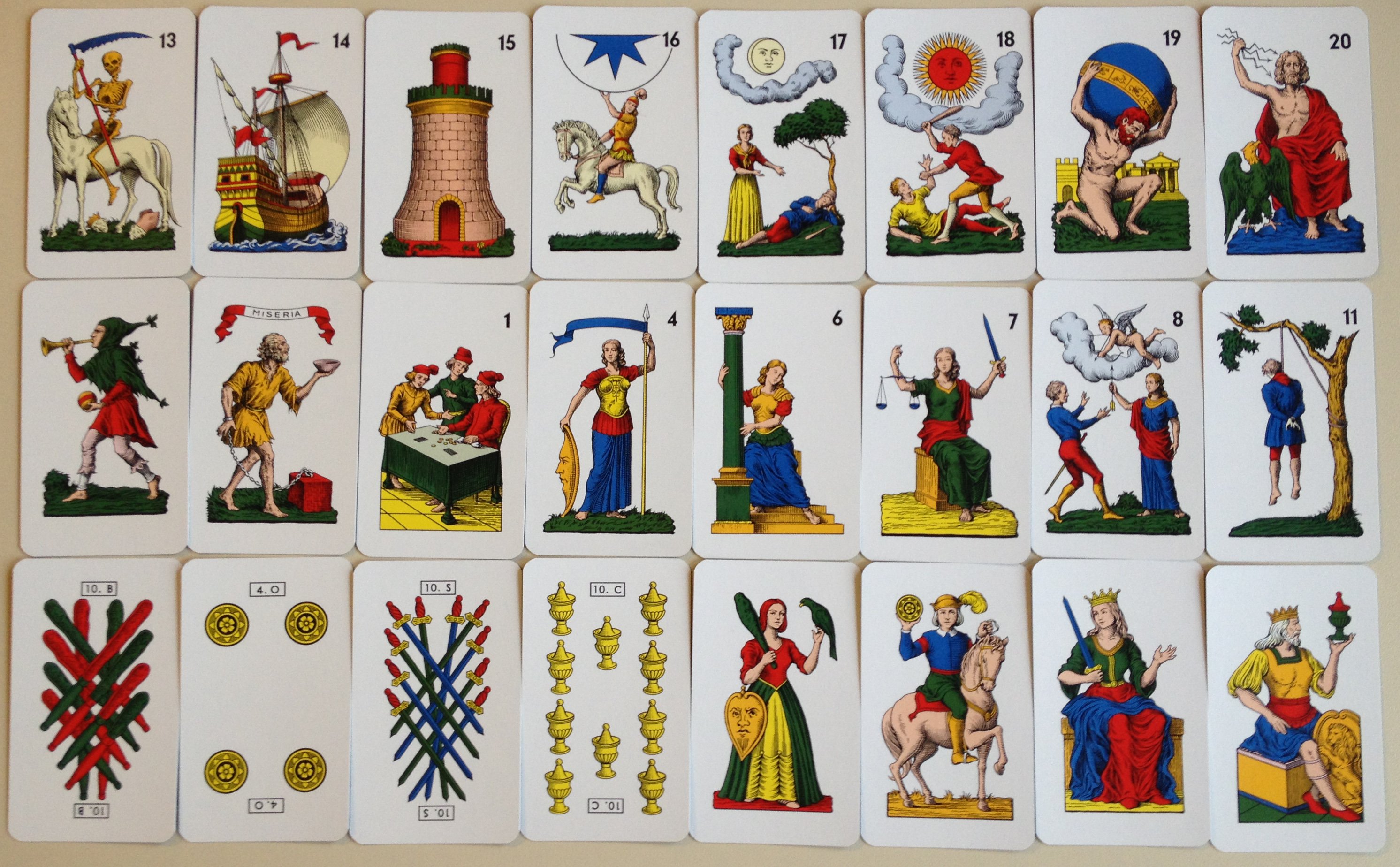
Cartes del tarocco Siciliano, editades per Modiano.

El Tarot sicilià, o Tarocco siciliano, és una baralla de tarot pròpia de Sicília, emprada per a jugar al tarocchi sicilià. És una de les tres baralles d'estil llatí usades per a jugar a Itàlia, essent les altres, el Tarot Piemontès i el Tarot Bolonyès, més conegudes. Es troba fortament influïda pel tarot bolonyès i el minchiate. També és l'únic tarot supervivent que fa servir la variant portuguesa dels colls llatins de copes, oros, espases i bastos, desapareguda vers el canvi del segle xix al xx.

## Disseny
Les baralles de tarot foren produïdes a Palerm abans de 1630. S'eliminaren vàries de les 78 cartes originals durant el segle xviii. El Tarocco Siciliano actualment utilitza 63 cartes, una més que el tarot bolonyès. Malgrat això, la baralla se sol vendre amb una carta innecessària, l'1 d'oros, que solia incorporar el segell fiscal (l'únic joc que utilitza aquesta carta és la versió de quatre jugadors de Barcellona Pozzo di Gotto, on es considera la més baixa del coll d'oros). Les cartes pip van del 5 al 10, tot i que els oros també tenen un 4. Com el tarot nouveau modern, però a diferència d'altres jocs de tarot, les cartes pip de tots els colls es valoren en ordre progressiu.
A diferència dels tarots de les regions del nord, com el piemontès i el bolonyès, que representaven bastons llisos i espases corbes, el sicilià usava el model espanyol, amb garrots (en lloc de vares) i espases rectes com altres baralles del sud d'Itàlia. El sicilià mostra aquests models de la mateixa manera que el desaparegut patró portuguès en l'encreuament de les espases i els bastos. El Minchiate, així com les extintes baralles dels Estats Pontificis i del Regne de Nàpols, compartia aquesta característica.
Aquesta baralla es caracteritza per les seves sotes femenines (donne), a les que a vegades s'anomena donzelles. Mentre algunes baralles del sud d'Itàlia inclouen sotes femenines o andrògines, el tarot sicilià les representa explícitament femenines. Aquesta característica també es troba al patró portuguès. Si bé el tarot llatí també inclou reines, aquest és l'únic joc de cartes tradicional amb dues categories de dones que ha sobreviscut fins al present. La meitat de les sotes del minchiate són femenines, mentre que el set Cary-Yale té tres categories de dones per coll.
Algunes imatges dels trumfos provenen del minchiate, mentre que d'altres són úniques o bé es troben alterades, com El Penjat, qui es troba fermat pel coll en lloc del peu. Tots els trumfos duen, al cantó, numerals aràbics de l'1 al 20, amb l'excepció de Miseria, que seria inferior del trumfo 1. Aquest es representa com un captaire encadenat i no es considera una carta de valor. Les figures i El Fugitiu (El Foll) estan sense numerar ni etiquetar. A diferència d'altres jocs de tarot, el Fugitiu no pot guanyar una jugada llevat que sigui la darrera. La baralla no és reversible. Les cartes pip usen índex en comú amb les baralles de l'estil portuguès.
Els jugadors no utilitzen els noms dels trumfos del 2 al 15, ja que es refereixen a ells pel seu número. D'aquestes cartes només es coneixen els noms dels trumfos 4, 14 i 15 gràcies a les fonts històriques, els de la resta s'han perdut. L'ordre de trumfos, de més alt a més baix, és el següent:
| Trumfo | Nom de la carta                              | Notes                                                  |
| ------ | -------------------------------------------- | ------------------------------------------------------ |
| 20     | Júpiter (Giove)                              | Júpiter en comptes d'un àngel invocant el Judici Final |
| 19     | Atles (Atlante) o el Globus (Palla)          | Atles subjectant el globus terrestre                   |
| 18     | Sol (Sole)                                   | Dos homes lluitant sota el sol                         |
| 17     | Lluna (Luna)                                 | Una parella sota la lluna                              |
| 16     | Estrella (Stella)                            | Un genet sota una estrella com al minchiate            |
| 15     | Torre (Torre)                                | La torre es troba intacta, no succeeix cap desastre    |
| 14     | Vaixell (Vascello)                           | Trumfo XXI del minchiate                               |
| 13     | Mort                                         |                                                        |
| 12     | Temps                                        |                                                        |
| 11     | Penjat                                       | Penjat del coll                                        |
| 10     | Roda                                         |                                                        |
| 9      | Carro                                        |                                                        |
| 8      | Amor                                         |                                                        |
| 7      | Justícia                                     |                                                        |
| 6      | Fortitud                                     |                                                        |
| 5      | Temperança                                   |                                                        |
| 4      | Constància (Constanza)                       | Pròpia d'aquesta baralla, inicialment tenia etiqueta   |
| 3      | Emperador                                    |                                                        |
| 2      | Emperadriu                                   |                                                        |
| 1      | Saltimbanqui (Bagotti) o El Jove (Picciotti) |                                                        |
| (0)    | Indigència (Miseria) o Pobresa (Poverta)     | Pròpia d'aquesta baralla, és l'única amb etiqueta      |

Els trumfos 1, 20, i El Foll valen 10 punts. Els trumfos del 16 al 19 i els reis valen 5 punts. Les reines, els cavallers, i les donzelles valen 4, 3, i 2 punts respectivament. Els cinc trumfos més alts es coneixen col·lectivament com arie (aires), igual que en el minchiate.
Les baralles de tarot són, sovint, expansions locals de les baralles estàndard, però aquesta no es troba relacionada amb la versió siciliana de 40 cartes, sinó que té un origen diferent. Les seves cartes no són intercanviables.